# Incidente di Taiwan del 28 febbraio 1947

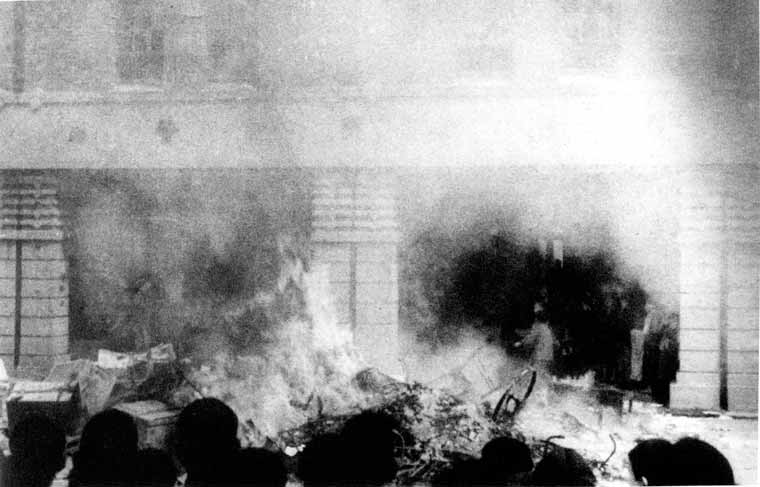
La popolazione infuriata assalta la stazione di polizia di Yidingmu a Taipei il 28 febbraio 1947

L'incidente di Taiwan del 28 febbraio 1947, anche noto come 228 Incident o Massacre (in caratteri cinesi tradizionali: 二二八事件; pinyin:èr èr bā shìjiàn; pe̍h-ōe-jī: Jī-jī-pat sū-kiāⁿ) è una sollevazione anti-governativa che ebbe inizio a Taiwan il 28 febbraio 1947 e che fu violentemente soppressa dal governo del Kuomintang, causando la morte di molti civili. Questo incidente segnò l'inizio del Terrore bianco a Taiwan, durante il quale migliaia di taiwanesi scomparvero e altri furono uccisi o imprigionati.

## Cause e conseguenze
Taiwan, dopo cinquant'anni di governo giapponese, nel 1945 era stata posta sotto il controllo amministrativo della Repubblica di Cina dalla United Nations Relief and Rehabilitation Administration (UNRRA). Due anni di amministrazione da parte del partito del Guomindang diedero l'impressione ai taiwanesi che questo partito fosse affetto da nepotismo, corruzione e che fosse la causa dei fallimenti economici: per tale motivo nacquero delle tensioni tra i taiwanesi e la Repubblica di Cina, che sfociarono in una aperta rivolta, causata dal contrasto tra una venditrice di sigarette e un ufficiale anti-contrabbando, che durò diversi giorni e che fu violentemente soppressa dalle forze armate della Repubblica di Cina.
La legge marziale cui l'isola venne conseguentemente sottoposta (1949) perdurò sino al 1987.
Nell'anniversario dell'evento, nel 1995, il presidente Lee Teng-hui trattò l'argomento per la prima volta: da allora l'evento è apertamente commemorato e discusso, anche se i suoi dettagli sono ancora soggetti ad indagine. Il "Giorno della memoria della pace" (和平紀念日|s=和平纪念日, hépíng jìniànrì) è stato istituito per commemorare l'evento: in questo giorno il Presidente della Repubblica di Cina si riunisce con altri ufficiali per suonare una campana commemorativa in onore delle vittime, e, inchinandosi alle famiglie delle vittime, consegna loro un certificato attestante l'innocenza dei rivoltosi. Monumenti e parchi commemorativi in onore delle vittime dell'incidente sono stati istituiti in diverse città taiwanesi, come il Parco del Memoriale della Pace 228 a Taipei.